# Saburō
Saburō (さぶろう?) es un nombre de pila masculino japonés. Significa «tercer hijo». En la familia japonesa tradicional, viene precedido por Ichirō o Tarō, «el primogénito», y Jirō, «el segundo hijo», y seguido por Shirō, «el cuarto hijo».
Este nombre es poco frecuente. Puede estar «compuesto» con un prefijo: Eizaburō, Genzaburō, Ginzaburō, Hidezaburō, Kanzaburō, Keizaburō, Kenzaburō, Kinzaburō, Kōzaburō, Reizaburō, Ryūzaburō, Seizaburō, Shinzaburō, Yōzaburō, etc.

## En kanji
Los kanji originales y más frecuentes son: 三郎.
El sonido «rō» también se puede representar con el kanji 朗, con el significado de «claro» en lugar de «hijo».

## Personas que se llaman Saburō
- Saburō Ienaga (家永 三郎 Ienaga Saburō?), historiador japonés.
- Saburō Sakai (坂井 三郎 Sakai Saburō?), piloto de combate japonés.

## Personajes ficticios
- Saburō, personaje del manga La espada del inmortal;
- Saburō Ichimonji, personaje de la película Ran de Akira Kurosawa.
- Saburō Yamada, personaje de la franquicia de Hypnosis Mic.